# 1977年4月4日月食
1977年4月4日月食为一次在协调世界时1977年4月4日出現的月偏食。該次月食半影食分為1.191、全影食分為0.199。偏食維持了48分。

## 概述
這次月食的食分是12.86，偏食維持了48分。

## 基本參數
- 類型：月偏食
- 食甚資料：
  - 日期：1977年4月4日
  - 時間：4:18
  - 月球位置：赤經12.86度、赤緯-6.5度
  - 食分：半影食分：1.191、全影食分：0.199
  - 持續時間：偏食48分

## 外部連結
- NASA月食專頁（页面存档备份，存于）（英文）